# Omosessualità e anarchismo

Bandiera

Con la definizione di omosessualità e anarchismo s'intende indicare e descrivere il rapporto avuto, nel corso della storia, tra l'anarchismo - inteso come forma di pensiero filosofico/politico - ed il giudizio dato nei confronti dell'omosessualità da parte dei suoi esponenti.
Oggi è definita anarco-queer o anarchismo-queer quella scuola di pensiero che sostiene l'anarchismo e la rivoluzione sociale come strumenti e metodologie favorevoli al movimento di liberazione omosessuale ed al contempo che si pone avversativamente nei riguardi dell'omofobia e della lesbofobia, della bifobia e della transfobia, dell'eteronormatività e dell'eterosessismo, dell'eteropatriarcato e del binarismo di genere.
Anarchici LGBT che hanno fatto campagna attiva a favore dei diritti LGBT sia all'esterno che all'interno dei movimenti anarchici e del movimento di liberazione omosessuale includono John Henry Mackay, Adolf Brand e Daniel Guérin. L'anarchico individualista Brand ha fatto pubblicare Der Eigene, che è stata la prima pubblicazione al mondo dedicata alle tematiche gay, pubblicata negli anni 1896-1932 a Berlino.

## Storia
Mettere in primo piano le libertà individuali, come fa l'anarchismo fin dalle sue origini, pare agli occhi di molti - sia all'interno che all'esterno del movimento anarchico - una difesa naturale dell'omosessualità.
Il giornalista e critico ungherese Emil Szittya, in "Das Kuriositäten-Kabinett" (1923), ha scritto che «molti anarchici hanno questa tendenza. Così ho trovato a Parigi un anarchico ungherese, Alexander Sommi, che ha fondato un gruppo anarchico di omosessuali sulla base di questa idea». La sua visione viene confermata che da Magnus Hirschfeld il quale nel suo scritto del 1914 "Die Homosexualität des Mannes und des Weibes" afferma che «nelle file di un partito relativamente piccolo, quello anarchico, mi sembrava come se vi fossero in proporzione molti più omosessuali effeminati rispetto a quanti se ne trovino nelle altre formazioni politiche».
L'anarchico italiano Luigi Bertoni, che Szittya pensava fosse egli stesso un omosessuale, ha osservato che "gli anarchici esigono la libertà in ogni cosa, quindi anche nella materia riguardante la sessualità. L'omosessualità porta ad un sano senso di egoismo, verso il quale ogni anarchico dovrebbe tendere".
Oscar Wilde ne L'anima dell'uomo sotto il socialismo sostiene con passione un maggior egualitarismo sociale ove le ricchezze private possano in parte essere condivise da tutti, mentre nel contempo avverte sui pericoli insiti nel socialismo di stampo più autoritario il quale tende naturalmente a schiacciare l'individualità. In seguito l'autore di origini irlandesi ha commentato: io credo di essere, piuttosto che un socialista, una specie di anarchico".
Nell'agosto 1894 scrisse al suo giovane amante omosessuale, lord Alfred Douglas, per raccontargli di una "pericolosa avventura" accadutagli: era uscito in barca con due bei ragazzi ma vennero sorpresi da una tempesta. Riuscirono a ritornare a riva solo in tarda serata; in albergo cercarono di recuperare le forze con lunghe sorsate di brandy e decisero di trascorrere il resto della notte in compagnia. Wilde conclude: adesso entrambi sono diventati anarchici, non ho bisogno di dire altro.
Lo storico tedesco e scrittore di anarco-sindacalismo Ulrich Linse dice che la scena culturale berlinese attorno al 1900, gli stessi anni in cui fiorisce e si sviluppa il primo movimento omosessuale in Germania, è delineato nettamente verso l'anarco-individualismo. Il giovane scrittore anarchico e attivista omosessuale Johannes Holzmann, noto col soprannome di "Senna Hoy", è un seguace del libero amore che celebra l'omosessualità come "campione di cultura"; fu inoltre costantemente impegnato nella lotta contro il paragrafo 175, l'articolo di legge che puniva col carcere qualsiasi "attività omosessuale". Egli pubblica questi suoi punti di vista nel suo settimanale intitolato "Kampf" ('Battaglia', del 1904) il quale raggiunse l'anno successivo una diffusione di 10 000 copie.
Otto Gross, psicoterapeuta tedesco anarchico, ha scritto anch'egli ampiamente sulla sessualità tra persone dello stesso sesso (sia uomini che donne) sostenendo con forza il parere che dovesse essere abolita ogni forma di discriminazione nei confronti di chi la praticava.
Anche il giornalista anarchico Robert Reitzel, pur da eterosessuale, ha parlato positivamente dell'omosessualità a partire almeno dai primi anni '90 dell'800 nella sua rivista in lingua tedesca "Der arme Teufel" pubblicata a Detroit ove risiedeva.
L'inglese John Henry Mackay è un altro autore dell'anarco-individualismo associato all'omosessualità; noto nel movimento come uno dei primi e più importanti seguaci della filosofia di Max Stirner. Accanto a ciò Mackay è stato anche uno dei firmatari della petizione voluta da Magnus Hirschfeld e rivolta agli organi legislativi dell'impero tedesco con la richiesta di una revisione in senso libertario delle leggi anti-omosessuali allora in vigore: il suo nome appare nel primo elenco consegnato al Reichstag nel 1899, accanto ai nomi di Émile Zola e Lev Tolstoj. Ha sempre mantenuto anche uno speciale interesse nei confronti della vicenda processuale di Wilde e s'indignò pubblicamente per la sua incarcerazione avvenuta per il reato di "attività omosessuale". In seguito tuttavia Mackay si è trovato ad entrare in conflitto con Hirschfeld e la sua organizzazione del Comitato Scientifico Umanitario.
Anche Adolf Brand è un altro degli appartenenti alla corrente anarco-individualista che in origine stato membro del Comitato di Hirschfeld, per poi formare però un gruppo a sé, distinto e separato. Brand e i suoi collaboratori, all'interno dell'organizzazione conosciuta come "Gemeinschaft der Eigenen" ('Comunità degli Uguali') sono stati fortemente influenzati dagli scritti di Max Stirner e dalle sue teorie di auto-sovranità dell'individuo. L'organizzazione di Brand si è sempre opposta accanitamente alla caratterizzazione medica dell'omosessualità datane da Hirschfeld il quale la vedeva come una via sessuale intermedia o terzo sesso.
Ewald Tschek, un altro scrittore anarchico omosessuale dell'epoca, ha regolarmente contribuito con numerosi interventi alla rivista di Brand Der Eigene, arrivando a scrivere nel 1925 che il Comitato di Hirschfeld rappresentava un pericolo per il popolo tedesco. Anche se Mackay si trovava più vicino al punto di vista i Brand per molti aspetti rispetto alla visione propugnata da Hirschfeld, non era tuttavia d'accordo con il suo spiccato antifemminismo e i suoi punti di vista intrisi fortemente di misoginia, affermando che la linea di principio anarchica che afferma uguale libertà a tutti andasse senza dubbio applicata alle donne così come agli uomini.
Der Eigene, attivo dal 1896 al 1932, è stato il primo periodico al mondo ad occuparsi in maniera ufficiale di tematiche omosessuali e rivolta esplicitamente ad un pubblico di omosessuali; lo stesso Brand ha contribuito con molte poesie ed articoli: altri contributori includevano Benedict Friedlander, Hanns Heinz Ewers, Erich Mühsam, Kurt Hiller, Ernst Burchard, il già citato John Henry Mackay, e poi ancora Theodor Lessing, Klaus Mann e Thomas Mann, oltre agli artisti Wilhelm von Gloeden, Fidus e Sascha Schneider. La rivista può aver avuto una media di circa 1500 abbonati per numero durante la sua vita, ma i numeri esatti sono incerti. Dopo l'ascesa al potere da parte dei nazisti, Brand divenne vittima di persecuzioni e costretto ad interrompere tutte le sue attività.
Anche l'eminente anarchica statunitense, ebrea di origini russe, Emma Goldman è stata apertamente critica nei riguardi dei pregiudizi rivolti alle persone omosessuali; sua ferma convinzione era che l'opera di liberazione sociale dovesse estendersi anche a gay e lesbiche, pur se a quel tempo l'idea risultasse praticamente sconosciuta anche tra i suoi stessi compagni di lotta. Hirschfeld scrisse nei suoi riguardi: è stata la prima e unica donna, in effetti il primo e unico americano, a prendere la difesa dell'amore omosessuale davanti al grande pubblico. In numerosi discorsi e lettere, ha difeso il diritto di gay e lesbiche ad amare come volevano e ha condannato senza timore la paura e lo stigma associato con l'omosessualità. Come lei stessa ha scritto in una lettera a Hirschfeld: «È una tragedia, mi sento di affermare, che le persone di tipo sessuale diverso siano intrappolati in un mondo che mostra così poca comprensione nei loro confronti ed è così grossolanamente indifferente alle varie gradazioni e variazioni di genere e del loro grande valore e significato che hanno nella vita».
Nonostante queste aperte prese di posizione a sostegno della libertà sessuale, il movimento anarchico del tempo certamente non era libero da sentimenti di omofobia: un editoriale apparso in un influente giornale anarchico spagnolo del 1935 ha sostenuto che un anarchico non dovrebbe nemmeno essere associato con gli omosessuali, per non parlare poi del fatto di esserlo: "se tu sei un anarchico, ciò significa che sei anche più moralmente giusto e forte fisicamente di un uomo medio. Chi invece ama in quella maniera inverte il senso di vero uomo, quindi nessun omosessuale può essere un vero anarchico.
Lucía Sánchez Saornil è stata una delle fondatrici e principali esponenti dell'anarco-femminismo spagnolo all'interno dell'organizzazione detta Mujeres Libres ed era molto aperta nei riguardi del proprio lesbismo; in giovane età cominciò a scrivere poesie ed associarsi con l'emergente movimento letterario dell'ultraismo: scrivendo sotto uno pseudonimo maschile era in grado di esplorare le tematiche lesbiche. Tutto questo in un'epoca in cui l'omosessualità era criminalizzata e soggetta a censura e severe punizioni in Spagna.
Gli scritti dell'anarchico bisessuale Daniel Guérin offrono una panoramica della tensione presente e sentita spesso in maniera anche abbastanza forte tra minoranze sessuali e sinistra; egli ha chiaramente descritto l'estrema ostilità verso l'omosessualità che ha permeato gran parte della sinistra comunista durante tutto il corso del XX secolo.

### Anarchismo Queer contemporaneo
L'anarchismo-queer ha avuto origine durante la seconda metà del XX secolo tra gli anarchici coinvolti nel movimento di liberazione omosessuale, che hanno visto l'anarchismo come la strada per l'armonia tra le persone eterosessuali e quelle LGBT. L'anarchia-queer ha le sue radici profonde nel movimento Queercore, una forma di Punk rock che ritrae l'omosessualità in modo positivo. Come la maggior parte delle forme di punk rock, Queercore attira una grande folla di anarchici.
Gli anarchici sono di primo piano nella Queercore Zines. Ci sono due principali gruppi Anarchico-queer, Queer Mutiny, un gruppo britannico con filiali nella maggior parte delle principali città e Bash Back!, una rete americana di anarchici queer. Queer Fist è apparso a New York e si identifica come "un gruppo anti-assimilazionista, anticapitalista, di azione e antiautoritario, riunito per fornire l'azione diretta e una voce per i queer radicali e i trans-identificati durante la protesta verificatasi alla Convention Nazionale Repubblicana (RNC )".
I collettivi anarco-femministi come la spagnola Eskalera Karakola e la boliviana Mujeres Creando danno grande importanza alle lesbiche e alle questioni femminili correlate con la bisessualità.
Il Fag Army è un gruppo queer anarchico di sinistra presente in Svezia, che ha lanciato la sua prima azione il 18 agosto 2014 quando ha lanciato una torta in faccia al Ministro della sanità e degli affari sociali, il leader democristiano Göran Hägglund.